# Heinrichsburg (Gernrode)

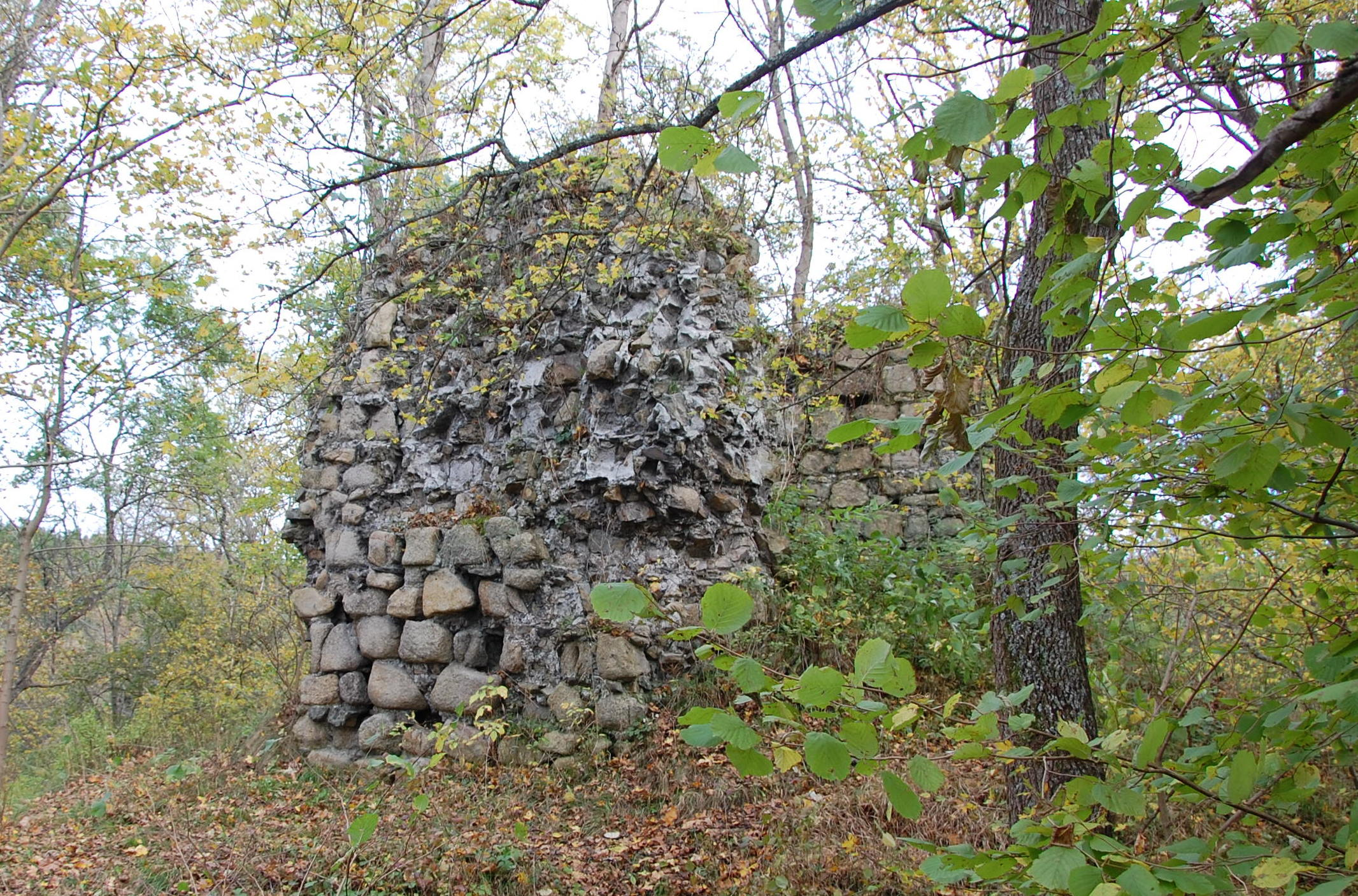
Mauerreste auf dem Burgberg

Die Heinrichsburg ist eine nur als Ruine erhaltene Höhenburg in der Gemarkung des zu Quedlinburg gehörenden Ortsteiles Gernrode, unweit von Mägdesprung, im sachsen-anhaltischen Landkreis Harz.

## Lage
Die Ruine der Heinrichsburg, ursprünglich Burg Heinrichsberg, erhebt sich etwas nördlich von Mägdesprung auf einem steilen Bergvorsprung des Burgberges aus Diabas in 349 Metern Höhe. Östlich der Burg verläuft die Bundesstraße 185 sowie der Wanderweg vom Sternhaus nach Mägdesprung und Alexisbad.
Das Gelände der Heinrichsburg befindet sich im bewaldeten Naturpark Harz/Sachsen-Anhalt und gehört darin landschaftlich zum Schutzgebiet des Oberen Selketales im Unterharz.

## Geschichte
Die Burg wurde vermutlich zu Anfang des 13. Jahrhunderts als Höhenburg errichtet und diente der Sicherung eines von Thüringen nach Quedlinburg führenden Verkehrsweges sowie der in der näheren Umgebung befindlichen Berg- und Hüttenwerke. Die Gründung erfolgte wahrscheinlich durch Heinrich von Gatersleben, der ihr wohl auch den Namen gab.
Eine erste urkundliche Erwähnung der Burg als Iwanus miles de Heinrichsberge (über „Johannes, einen Soldaten von Heinrichsberg“) ist für das Jahr 1290 verbrieft. Andere Angaben nennen als Erbauer die Grafen von Morungen und als Zeitpunkt der ersten urkundlichen Erwähnung das Jahr 1269. Die Burg war ab 1307 ein stolbergisches Lehen. 1333 ging sie an eine Seitenlinie der Stolberger Grafen, sank damit jedoch zu einer Raubritterburg herab – Händler und Reisende wurden an eingerichteten Straßensperren ausgeraubt. Dieser Fernhandelsweg, die alte Heerstraße, ist nördlich der Heinrichsburg heute noch als Hohlweg im waldigen Gelände erkennbar. Die Mansfeldische Chronica von 1572, später die Sächssische Chronica (hievor unter dem Tittel Mansfeldischer Chronica) von 1585 des Cyriacus Spangenberg bezeichnen die Burg in dieser Zeit als ein „Raubnest“. Im Jahre 1344 wurde sie durch den nordthüringischen Städtebund unter den hohnsteinischen Grafen Dietrich III. von Hohnstein zu Klettenberg und Heinrich VI. dem Älteren erobert, und anschließend zerstört. Hiervon zeugt eine Belagerungsschanze auf der anderen Talseite. Die Räuber wurden gerichtet – der eine Teil des Diebesgutes konnte sichergestellt werden, der andere Teil blieb verschollen. Wahrscheinlich hatten die Wegelagerer diesen in der Nähe der Burg vergraben, denn aus den folgenden Jahrhunderten wurden mehrere Goldfunde aus der Umgebung der Burgruine überliefert.
Nach einem Wiederaufbau durch den Grafen von Hohnstein in der Zeit um 1381 wurde sie etwa 1502 erneut zerstört und verfiel sodann zunehmend. Weitere Angaben nennen für die Zeit ab 1377 wieder die Grafen von Stolberg als Besitzer und für 1381 einen Grafen Heinrich als Lehensherrn. 1576 wurde die Burg an die Fürsten zu Anhalt verpfändet. In einer Erwähnung aus dem Jahre 1784 wird sie als Ruine bezeichnet. Im gleichen Jahr ließ Fürst Friedrich Albrecht von Anhalt-Bernburg innerhalb der Burgmauern ein kleines Jagdhaus mit Garten errichten, über dessen weiteren Bestand keine Nachrichten vorliegen, es ist inzwischen spurlos verschwunden.

### Heutige Baureste
Heute sind nur geringe Reste der ursprünglich ausgedehnten Burganlage erhalten. So sind noch Bereiche der Kernburg mit Ober- und Unterburg zu erkennen, jedoch teils einsturzgefährdet. Darüber hinaus bestehen Ruinen des auf quadratischem Grundriss angelegten Bergfriedes und südwestlich von ihm Mauerreste eines rechteckigen Wohngebäudes und eines Brunnens. Das Burgtor soll noch um das Jahr 1900 vorhanden gewesen sein. Außerdem bestehen noch Teile des Burggrabens und des Ringwalles. Die Anlage umfasst eine Gesamtfläche von etwa 65 mal 175 Metern, der Raum der Kernburg eine Fläche von rund 20 mal 20 Metern.
Im örtlichen Denkmalverzeichnis des Landes Sachsen-Anhalt ist die Heinrichsburg unter der Erfassungsnummer 094 45222 als (Ausweisungsart) Baudenkmal verzeichnet.

### Vermeintliche Schätze
Auf dem Gebiet der ehemaligen Heinrichsburg – in Baufläche und Wald – konnten verschiedene mittelalterliche Überreste festgestellt werden, die auf kriegerische Kampfhandlungen im nahen Umfeld verweisen: eiserne Armbrustbolzen, Speerspitzen, Spieße und Steinkugeln von Bliden/Schleuderwaffen.
Schatzsucher hinterließen in der Folgezeit einige Bohrlöcher im restlichen Mauerwerk des Wehrturmes; unterhalb der Burgruine führen angebliche Gänge sowie ein künstlicher Erdstollen (eine kleine Höhlung von etwa 2 Metern Tiefe) in das Berginnere: Dass auch heute noch Teile der Raubritterbeute darin versteckt liegen, ist sagenumwoben und unwahrscheinlich. Dort zu bohren oder zu graben ist verboten, da das Gelände der Heinrichsburg unter Landesnaturschutz steht.

## Landschaftsschutz
Der Burgberg der Ruine Heinrichsburg wurde vom Ministerium für Wissenschaft, Energie, Klimaschutz und Umwelt des Landes Sachsen-Anhalt als ein Naturdenkmal ausgewiesen und eingerichtet. Auf dem Burgberg kommen besonders geschützte und seltene Pflanzenarten vor – darunter die Akelei, der Eisenhut sowie die Türkenbundlilie.

## Sonderstempelstelle
Am Heinrichsberg befindet sich ein Holzkasten mit Sonderstempel (Nr. 9) für das sachbezogene Abzeichen zum Begleitheft Harzer Geschichtsorte: Burgen und Schlösser der Harzer Wandernadel.